# 帕斯库亚尔·托马斯
帕斯库亚尔·托马斯·塔恩瓜（1893年8月18日—1972年5月4日）是20世纪西班牙工人社会党政治人物。

## 生平
出生于巴伦西亚，8岁就开始在冶金公司当金属工人。1914年加入劳动者总联盟与巴伦西亚社会党。1923年参与了巴伦西亚金属工会的创建，1931年当选全国钢铁联合会书记，1932年至1934年担任劳动者总联盟全国委员会委员。1934年1月至1937年10月，以及1938年1月至1939年4月任劳动者总联盟执行委员会副书记。在1936年大选中当选众议院巴伦西亚选区议员。
西班牙第二共和国覆灭后流亡法国，1964年至1967年担任西班牙工人社会党主席。1968年9月16日出于健康原因辞去职务，1972年初搬到巴伦西亚，同年5月4日在巴伦西亚逝世。